# Adolf Luser

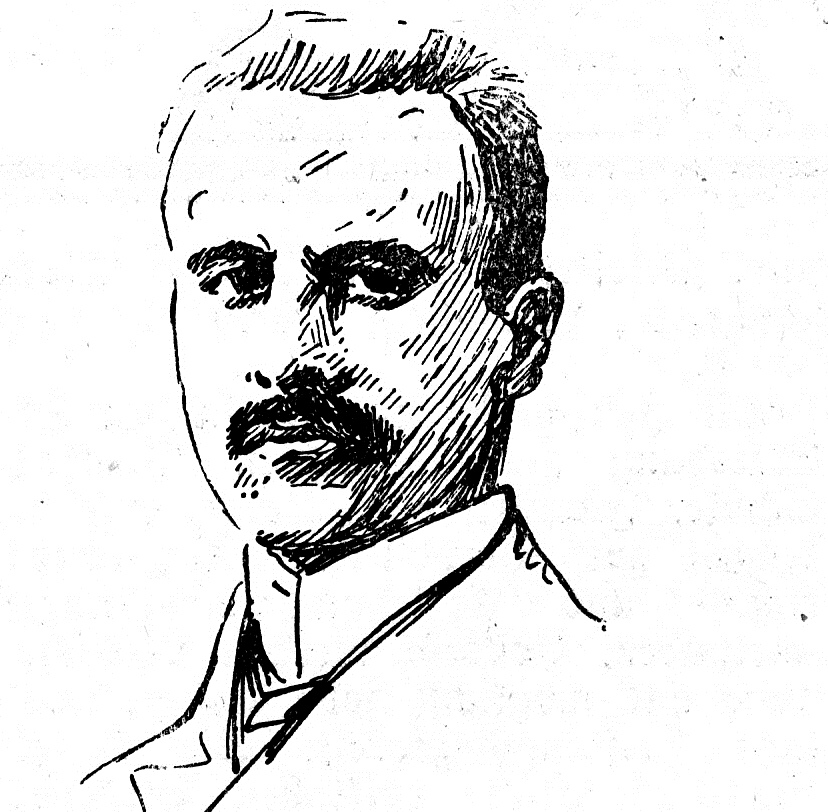
Adolf Luser (Zeichnung von 1924)

Adolf Luser (* 8. Oktober 1886 in Lotschnau/Lačnov; † 19. November 1941) war ein österreichischer Verleger.

## Leben und Verlag
Adolf Luser wurde im Jahre 1886 im damals österreichisch-ungarischen Schönhengstgau im Bauerndorf Lotschnau geboren, das heute zum Bezirk Zwittau (Okres Svitavy) gehört.
Luser leitete in Wien die 1922 etablierte Buchhandlung der OHG „Deutscher Schulverein und Gesellschaft“ mit dem Namen „Eckart Verlag und Eckart-Buchhandlung“. 1926 etablierte er den Adolf Luser Verlag mit zugehöriger Buchhandlung. In diesem Verlag erschien später auch die nationalistische Zeitschrift Der getreue Eckart bis zum Jahre 1943. Eine der ersten Mitarbeiterinnen bei dieser völkischen Zeitschrift war Maria Grengg, die dafür erst Illustrationen und dann auch literarische Arbeiten erschuf. Er wurde auf dem Wiener Zentralfriedhof bestattet.
Der Adolf Luser Verlag wurde während des Zweiten Weltkrieges umbenannt in „Wiener Verlag Ernst Sopper & Karl Bauer“. 1949 übernahm ihn die „Vorwärts“ A.G., im Jahre 1970 schließlich der C. Bertelsmann Verlag.

## Verlagsprodukte (Beispiel)
- Friedrich F. G. Kleinwächter: Der deutschösterreichische Mensch und der Anschluß. Eckart-Verlag A. Luser, Wien 1926.